# Brontomerus
 Brontomerus  ist eine Gattung sauropoder Dinosaurier in der Gruppe der Macronaria aus der Unterkreide Nordamerikas. Bisher sind lediglich wenige Knochenfragmente bekannt, die aus der Cedar-Mountain-Formation im östlichen Utah (USA) stammen und auf das Aptium bis Albium (vor etwa 126,3 bis 100,5 Millionen Jahren) datiert werden. Die genaue systematische Position der Gattung innerhalb der Macronaria ist unklar – zurzeit wird sie als nicht weiter einzuordnender Vertreter der Camarasauromorpha geführt. Von anderen Sauropoden unterschied sich Brontomerus durch die einzigartige Morphologie des Darmbeins (Ilium), welches Ansatzstellen für große und kräftige Adduktoren der Hinterbeinmuskulatur bot. Einzige Art ist B. mcintoshi.

## Beschreibung

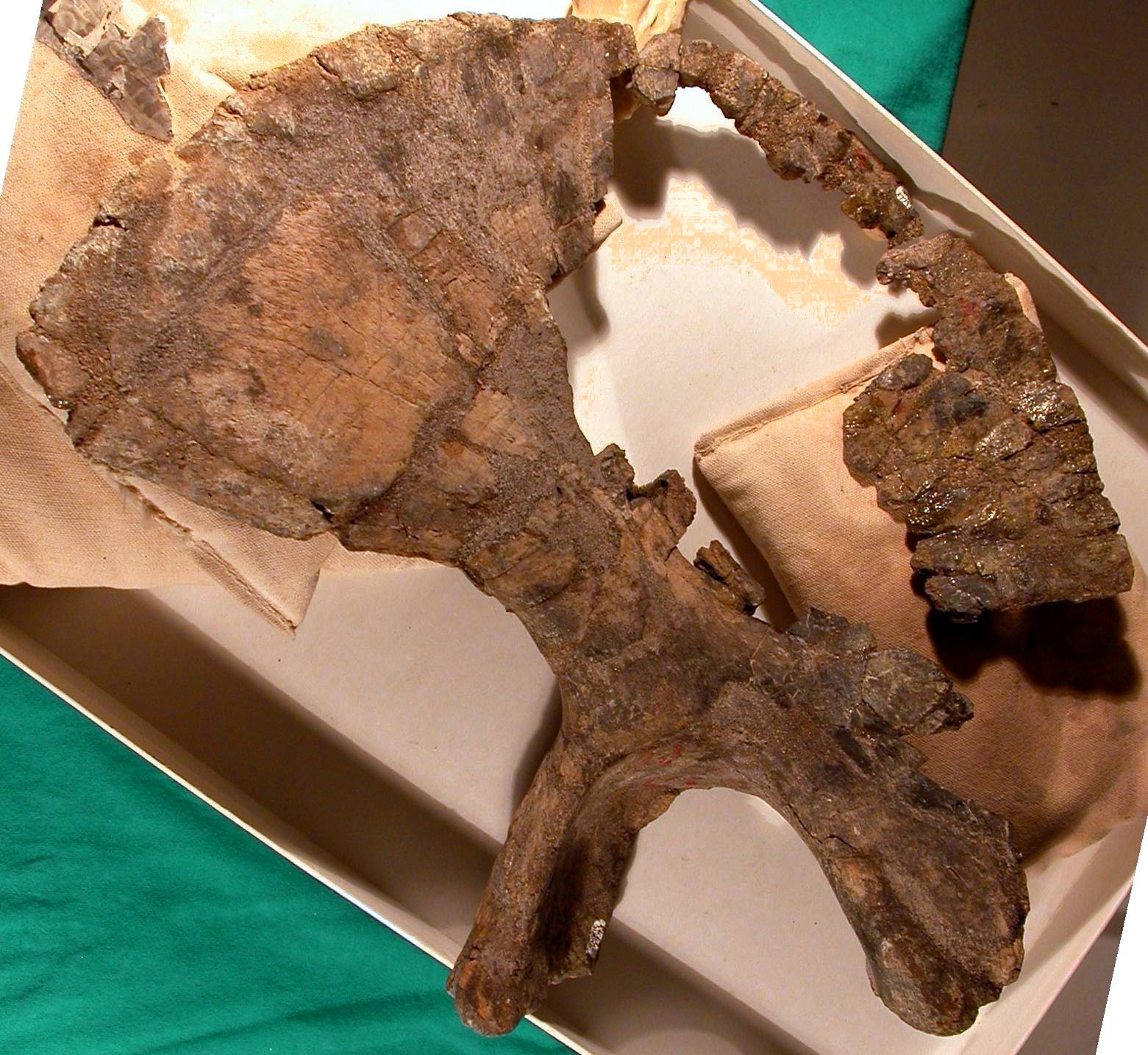
Die große präsakrale Schaufel (links) des fragmentarischen Darmbeins war der Ansatz für die kräftige Hinterbeinmuskulatur

Der Holotyp (Exemplarnummer OMNH 66430) ist ein fragmentarisches linkes Darmbein. Weitere dieser Art zugeschriebene Fossilien schließen ein fragmentarisches Schulterblatt (Scapula), zwei Brustbeine (Sternum), drei Wirbel (zwei Schwanzwirbel und das zerbrochene Fragment eines Präsakralwirbels (ein Wirbel aus der Region vor dem Becken)), eine Rippe sowie Knochenbruchstücke mit ein. Obwohl alle Knochen aus demselben Steinbruch stammen, gehörten sie zu mindestens zwei verschiedenen Individuen, wie die sehr unterschiedliche Größe der Knochen nahelegt. So ist der Schulterblattrest 98 Zentimeter lang, wobei die ursprüngliche Gesamtlänge dieses Knochens auf 121 Zentimeter geschätzt wird. Während Schulterblatt und Darmbein bei dem Titanosaurier Rapetosaurus etwa gleich lang sind, maß das gefundene Darmbein von Brontomerus lediglich ein Drittel der Länge des Schulterblatts. Wahrscheinlich gehörten Darmbein, Präsakralwirbel und Brustbeine zu einem Jungtier, während das Schulterblatt und weitere Knochen von einem größeren Individuum stammen.
Diese Gattung lässt sich durch fünf einzigartige Merkmale (Autapomorphien) von anderen Gattungen abgrenzen: So machte die präacetabulare Schaufel des Darmbeins (der vor der Hüftgelenkspfanne (Acetabulum) gelegene Teil dieses Knochens) 55 Prozent der Gesamtlänge des Darmbeins aus und ist damit länger als bei jedem anderen Sauropoden. Zudem war die präacetabulare Schaufel um 30 Prozent relativ zur Sagittalebene verschoben. Die postacetabulare (hinter dem Acetabulum gelegene) Schaufel war dagegen weitgehend reduziert. Unterhalb dieser Schaufel schloss sich der dem Sitzbein (Ischium) zugewandte Stil („ischiadic peduncle“) an, der zu einem sehr niedrigen Buckel reduziert war. Des Weiteren war das Darmbein höher als bei anderen Sauropoden.

## Paläobiologie
Die vergrößerte präsakrale Schaufel des Darmbeins bot Ansatzstellen für sehr große Muskeln des Oberschenkels, welche eine kräftige Vorwärtsbewegung des Hinterbeins erlaubten. Über die Funktion dieser vergrößerten Muskeln kann lediglich spekuliert werden. Möglicherweise deuten sie darauf hin, dass Brontomerus ungewöhnlich kräftige Gliedmaßen zur Fortbewegung besaß. Auch könnten sie kräftige Tritte mit dem Hinterbein ermöglicht haben. Eine andere Möglichkeit ist, dass Brontomerus ein Aufrichten auf die Hinterbeine entwickelt hat, wozu Muskeln benötigt werden, welche ein seitliches Abspreizen der Beine erlauben; diese Muskeln setzen ebenfalls am Darmbein an. Andererseits könnten die vergrößerten Muskeln auch auf verhältnismäßig lange Beine hinweisen.

## Systematik
Brontomerus wird als nicht weiter einzuordnender Vertreter der Camarasauromorpha klassifiziert, eine Gruppe, die unter anderem Camarasaurus, die Brachiosauridae sowie die Titanosauria mit einschließt. Eine kladistische Analyse konnte keine stabile systematische Position innerhalb dieser Gruppe festlegen – die wahrscheinlichste Variante sieht Brontomerus jedoch als basalen (ursprünglichen) Vertreter der Somphospondyli, als Verwandten von Euhelopus und den Titanosauria.

## Entdeckungsgeschichte und Namensgebung

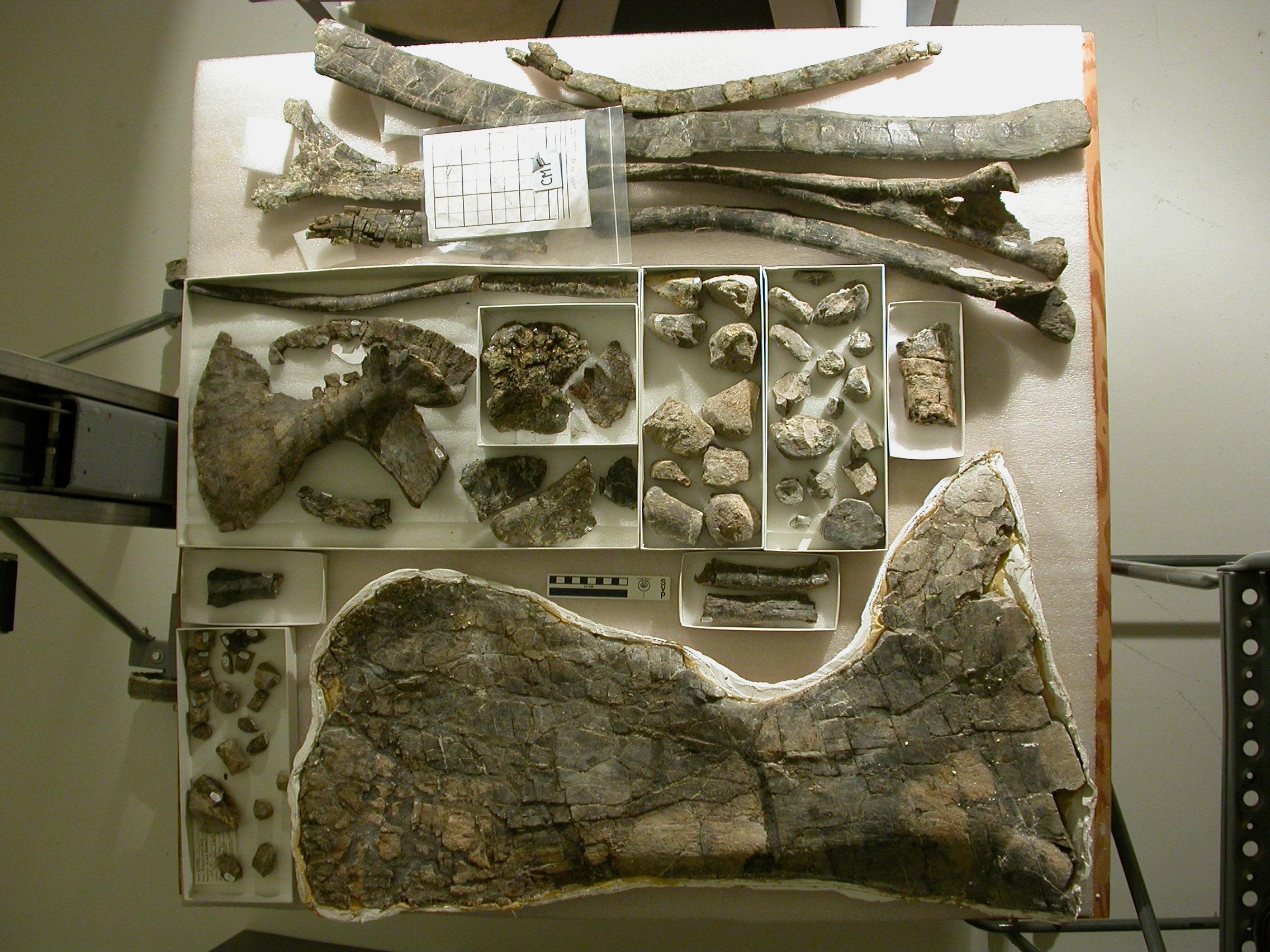
Das der Erstbeschreibung zugrunde liegende Fossilmaterial von Brontomerus

Die Fossilien stammen aus dem Hotel Mesa Quarry, einem Steinbruch in Grand County im östlichen Utah. Dieser Steinbruch wurde erstmals 1994 von Richard Cifelli wissenschaftlich untersucht – weitere Fossilien konnten 1995 gesammelt werden. Der Steinbruch war schon seit längerem privaten Fossiliensammlern bekannt, welche bereits einen Großteil der Fossilien mitnahmen – die Forscher sprechen von einem bedeutenden Informationsverlust. Weitere Fossilien dieses Steinbruchs schließen verschiedene Fische, mehrere Krokodilarten sowie Überreste von theropoden und ornithopoden Dinosauriern mit ein. Der Steinbruch befindet sich im oberen Abschnitt des Ruby-Ranch-Members, einem Schichtglied der Cedar-Mountain-Formation, einer bedeutenden Fossillagerstätte.
Brontomerus wurde 2011 von Michael P. Taylor, Mathew J. Wedel und Richard L. Cifelli erstmals wissenschaftlich beschrieben. Der Name Brontomerus (gr. bronto – „Donner“, gr. merós – „Schenkel“) bedeutet so viel wie „Donnerschenkel“, was auf die sehr starke Muskulatur des Oberschenkelknochens hinweist, die sich an der Morphologie des Darmbeins erahnen lässt. Der zweite Teil des Artnamens, mcintoshi, ehrt den bedeutenden Paläontologen und Sauropoden-Experten John S. McIntosh.